# Chaire à prêcher de la cathédrale Saint-Louis de Versailles
La chaire à prêcher de la cathédrale Saint-Louis de Versailles, une commune du département des Yvelines dans la région Île-de-France en France, est une chaire datant de 1754. En bois, elle est inscrite monument historique au titre d'objet depuis le 3 novembre 1982.